# Lista de membros da Academia Brasileira de Filologia
Esta lista relaciona todos os imortais da Academia Brasileira de Filologia, segundo a ocupação das cadeiras.
| Cadeira | Patrono                                     | Ocupantes anteriores | Atual ocupante                                 |
| 1       | José de Anchieta                            | Pe. Augusto Magne ► Humberto Galiano de Melo Nóbrega | Maximiano de Carvalho e Silva                  |
| 2       | Pe. Antônio Vieira                          | Afrânio Peixoto ► José Carlos de Macedo Soares ► Aires da Mata Machado Filho ► Alvacyr Pedrinha                                                                        | Fernando Ozório Rodrigues                      |
| 3       | Antônio de Moraes Silva                     | Antenor de Veras Nascentes ► Abgar Renault | Cilene da Cunha Pereira                        |
| 4       | Francisco Sotero dos Reis                   | Ernesto Faria ► Petrônio Mota ► Newton Perissé Duarte ► Mário Camarinha da Silva ► Castelar de Carvalho                                                                | Eduardo Tuffani Monteiro                       |
| 5       | Francisco Adolfo de Varnhagen               | Rodolfo Augusto de Amorim Garcia ► Mário Pena da Rocha ► Manuel Cavalcanti Proença ► Emmanuel Pereira Filho ► Rosário Farâni Mansur Guérios ► Cremildo de Arruda Filho | Antônio Nunes Malveira                         |
| 6       | Antônio Gonçalves Dias                      | Renato Almeida | Rosalvo do Vale                                |
| 7       | Batista Caetano de Almeida Nogueira         | Basílio de Magalhães ► Vittorio Emanuelle Bergo ► Francisco Agenor Ribeiro da Silva                                                                                    | Nilda Santos Cabral                            |
| 8       | José Vieira Couto de Magalhães              | Charles Fredsen ► Adauto Fernandes | Cláudio Cezar Henriques                        |
| 9       | Heráclito de Alencastre Pereira da Graça    | Júlio Nogueira | Walmirio Eronides de Macedo                    |
| 10      | Francisco Manuel de Melo                    | Eduardo José Carlos Henrique Pinheiro Domingues ► Carlos Henrique da Rocha Lima                                                                                        | José Ricardo da Silva Rosa                     |
| 11      | Antônio Joaquim de Macedo Soares            | Jonas de Moraes Corrêa | Marina Machado Rodrigues                       |
| 12      | Ernesto Carneiro Ribeiro                    | João Guimarães ► Hamilton Elia | Carlos Eduardo Falcão Uchôa                    |
| 13      | Franco de Sá                                | Joaquim Mattoso Câmara Júnior ► Antônio de Pádua da Costa e Cunha ► Álvaro de Sá ► Carlos Alberto Sepúlveda Alves                                                      | Flávio de Aguiar Barbosa                       |
| 14      | Afonso d’Escragnolle Taunay                 | Beni Carvalho ► Antônio Houaiss | Mauro de Salles Vilar                          |
| 15      | Júlio Ribeiro                               | Ismael de Lima Coutinho ► Matilde Matarazzo Gargiulo | José Mário Botelho                             |
| 16      | Pacheco da Silva Júnior                     | Serafim da Silva Neto | Evanildo Cavalcante Bechara                    |
| 17      | Franklin Ramiz Galvão                       | Padberg Drenkpol ► Gladstone Chaves de Mello | Terezinha Maria da Fonseca Passos Bittencourt  |
| 18      | Carlos Maximiano Pementa de Laet            | Ragy Basile ► Orlando da Fonseca Pires | Manuel Pinto Ribeiro                           |
| 19      | Rui Barbosa                                 | José de Sá Nunes ► Luís Felipe Vieira Souto ► Renato Mendonça ► Paulo Silva de Araújo                                                                                  | Afrânio da Silva Garcia                        |
| 20      | Sílvio Vasconcelos da Silveira              | Ramos Romero ► Nélson Romero | Adriano da Gama Kury                           |
| 21      | José Júlio da Silva Ramos                   | Álvaro Ferdinando Souza da Silveira ► Othon Moacyr Garcia | Francisco Venceslau dos Santos                 |
| 22      | João Capistrano de Abreu                    | Manuel Said Ali Ida ► Jesus Bello Galvão ► José Venícius Marinho Frias                                                                                                 | Luíza Leite Bruno Lobo                         |
| 23      | Fausto Carlos Barreto                       | Miguel Daltro Santos | Ceila Maria Ferreira Batista Rodrigues Martins |
| 24      | Teodoro Fernandes Sampaio                   | Otelo de Souza Reis ► Vandick Londres da Nóbrega | Horácio França Rolim de Freitas                |
| 25      | Hemetério José dos Santos                   | Modesto de Abreu ► Carlos Alberto Martins Cerqueira Short | José Pereira da Silva                          |
| 26      | Maximino de Araújo Maciel                   | Jarbas Cavalcânti de Aragão ► Eneida do Rego Monteiro Bonfim | Mirian Therezinha da Matta Machado             |
| 27      | Paulino de Almeida Brito                    | José Rodrigues Leite e Oiticica ► Rui da Cruz Almeida ► Aurélio Buarque de Holanda                                                                                     | Antônio Martins de Araújo                      |
| 28      | José Ventura Bôscoli                        | David José Perez ► José Carlos Lisboa | Luís César Saraiva Feijó                       |
| 29      | João Fernandes Ribeiro                      | Quintino do Vale ► Junito de Souza Brandão | Ricardo Stávola Cavalieri                      |
| 30      | Cândido Jucá                                | Cândido Jucá (filho) | Maria Antonia da Costa Lobo                    |
| 31      | Carlos Porto Carreiro                       | Oswaldo Serpa | Álvaro Alfredo Bragança Júnior                 |
| 32      | Solidônio Atico Leite                       | Saul Borges Carneiro ► Celso Ferreira da Cunha ► Luiz Martins Monteiro de Barros                                                                                       | Paulo Cesar Costa da Rosa                      |
| 33      | Eduardo Carlos Pereira                      | José Luís de Campos ► Lindolfo Gomes ► Joaquim Brás Ribeiro ► Leodegário Amarante de Azevedo Filho                                                                     | Deonísio da Silva                              |
| 34      | Alberto Faria                               | Sylvio Edmundo Elia | Hilma Pereira Ranauro                          |
| 35      | Amadeu Ataliba Arruda Amaral Leite Penteado | Clóvis do Rego Monteiro ► Olmar Guterres da Silveira | Amós Coêlho da Silva                           |
| 36      | Laudelino de Oliveira Freire                | Arthur de Almeida Torres ► Antônio Geraldo da Cunha | Maria Emília Barcellos da Silva                |
| 37      | Joaquim Luís Mendes de Aguiar               | Alcides da Fonseca ► Gilberto Mendonça Teles | Edila Cruz Viana                               |
| 38      | Mário Castelo Branco Barreto                | Jacques Raimundo ► Augusto Meyer ► Jairo Dias de Carvalho ► Helênio Fonseca de Oliveira                                                                                | Marcelo Moraes Caetano                         |
| 39      | José Albano                                 | Júlio de Matos Ibiapina ► Henrique Lagden ► Sílvio Júlio de Albuquerque Lima ► Paulo Lantelme                                                                          | José Geraldo Paredes                           |
| 40      | Estêvão Cruz                                | Altaminaro Nunes Pereira | Domício Proença Filho                          |

## Membros Honorários do Quadro Especial
| 1 | Carly Silva                    |
| 2 | Castelar de Carvalho           |
| 3 | Cleonice Bernardinelli         |
| 4 | Eneida do Rego Monteiro Bonfim |
| 5 | Gilberto Mendonça Teles        |
| 6 | Paulo Silva de Araújo          |